# Nichifor Crainic
Nichifor Crainic (unul dintre pseudonimele lui Ion Dobre, n. 22 decembrie 1889, Bulbucata, Vlașca, România – d. 20 august 1972, Mogoșoaia, Ilfov, Republica Socialistă România) a fost un teolog, scriitor, poet, ziarist, politician, editor, filosof, ideolog de extremă dreaptă fascist rasist, și antisemit român.
În perioada de început, a mai folosit pseudonimele Victor Rațiu (1908), D. Crainic (1909), D.I. Crainic, D.I. Nichifor, N. Crainic (1910), Victor Mărginaș. Din aprilie 1926, Nichifor Crainic este numele lui legal.
În 1940, a fost ales membru al Academiei Române - pe locul devenit vacant al lui Octavian Goga - apoi exclus în 1945 și reconfirmat post-mortem în 1994. Crainic a fost și unul dintre teoreticienii etnocrației din perioada interbelică.

## Biografie
Nichifor Crainic s-a născut în 1889, în Bulbucata, județul Vlașca (astăzi Giurgiu). A studiat teologia la Seminarul Central (1904-1912) și apoi la Facultatea de Teologie (1912-1916) din București. În perioada facultății a fost cântăreț la Biserica Zlătari. După terminarea studiilor, a dorit să devină preot al acestei biserici, dar, deși a fost susținut de părintele Constantin Nazarie, Gala Galaction, Nicolae Iorga și I.G. Duca, mitropolitul-primat Conon Arămescu-Donici i-a refuzat numirea. Se căsătorește în acest an cu cumnata prietenelui său, Nicolae Băculescu.
După intrarea României în război, este înrolat în armată și încadrat în Compania II sanitară. Refugiat în Moldova, la Iași, în iarna lui 1917, se îmbolnăvește de pneumonie, apoi este repartizat ca soldat sanitar la Spitalul Militar din Iași. Lucrează în redacția revistei lui Nicolae Iorga, Neamul românesc, între 1917 și 1918. Apoi în redacția Daciei, între 1918 și 1920.
După divorț și neînțelegeri cu noul director al publicației Dacia, col. Ștefan Zăvoianu, la îndemnul lui Lucian Blaga, pleacă la Viena, unde se înscrie la Facultatea de Filosofie în anul universitar 1920-1921. În această perioadă, se căsătorește cu Aglae, studentă la medicină, care, în mai 1921, a născut-o pe Furtuna Ioana, unica lui fiică.
A rămas la Viena până în iunie 1922, pentru încheierea stagiului de patru semestre. Viena devenea spațiul necesar formării dimensiunii mistice care se va identifica în activitatea de profesor și în lirica sa.
A obținut doctoratul în filosofie la Viena. Își desfășoară activitatea în calitate de profesor universitar la Seminarul Teologic de la București și la Facultatea de Teologie de la Chișinău. Este creatorul curentului gândirist axat pe „autohtonism”.

## Activitatea literară
Crainic a debutat ca poet în 1906, în perioada când era elev la seminar, cu poezia La horă, publicată în revista școlară Spre lumină, unde semnează cu numele real, Ion Dobre.
A condus revista „Flamura” și, după strămutarea revistei Gândirea, una dintre cele mai importante reviste literare din perioada interbelică, de la Cluj la București, preia conducerea acesteia de la Cezar Petrescu, devenind directorul și mentorul ei și - după cum lăsa să se înțeleagă - inițiatorul curentului gândirist, axat pe autohtonism, neo-ortodoxism și naționalism. În "Gândirea" au apărut numeroase articole și eseuri programatice, care vor defini orientarea politică naționalistă a curentului gândirist, tributar ortodoxismului militant și care prezenta similitudini cu fascismul italian. Crainic a considerat chiar că nazismul (național socialismul german) era opțiunea ideală, cea mai corectă pentru România. A publicat mai multe articole în care a elogiat regimul lui Benito Mussolini. A elaborat apoi, în 1938, teoria „statului etnocratic" în lucrarea „Ortodoxie și etnocrație”. De asemenea, a colaborat la publicații precum „Sfarmă-Piatră” și „Buna Vestire”, oficiosul Mișcării Legionare.
Dumitru Stăniloae îl descrie cu următoarele cuvinte: „Nichifor Crainic este cel dintîi teolog român din epoca modernă a istoriei noastre care scoate teologia din cercul strâmt și ocolit al specialiștilor, prezentînd-o, într-o formă impunătoare, atențiunii generale a lumii intelectuale... Nichifor Crainic înnoiește prin reactualizarea tradiției într-o teologie care se mulțumea cu cîteva coji din această tradiție, primite pe calea și de multe ori prin interpretarea ocolită a teologiilor apusene”, săvîrșind “o adevărată restaurare a teologiei românești în duhul ortodox”.
Crainic, fiind profesor la Facultatea de Teologie a Universității din București, a dezvoltat o întreagă exegeză teologică pentru a demonstra că Vechiul Testament nu ar fi evreiesc, că Iisus nu ar fi fost evreu și că Talmudul ar fi fost creat ca o armă de combatere și distrugere a creștinilor.
În 1968, Nicolae Manolescu îl include într-o antologie de poezie, care avea să fie interzisă, atât din cauza prezenței poeților condamnați în cadrul așa-zisului proces al ziariștilor fasciști din 1945 și a celor din exil (Nichifor Crainic, Radu Gyr, Aron Cotruș, Ștefan Baciu), cât și din cauza absenței unor scriitori proletcultiști ca Mihai Beniuc și Eugen Jebeleanu. Acest episod este semnalat de Monica Lovinescu în revista "Destin", apărută în Spania, care face o analiză a polemicii iscate atunci în România. Împotriva lui George Ivașcu, înverșunat contestatar al antologiei semnate de Manolescu, scriitoarea din exil remarcă, la pag. 131: „Singurul criteriu cu putință privind trecutul este cel estetic. Poezia unui Crainic este inclusă în antologie, iar nu articolele sale politice. Atunci? Luptele trecutului și ciocnirile ideologice aparțin istoriei, cel mult istoriei literare. Operele, literaturii. Totul e de a ști dacă poezia unor Crainic, Gyr sau Crevedia înfruntă timpul ca poezie. Acesta este tărâmul pe care-l alesese Nicolae Manolescu, și era singurul justificat (Monica Lovinescu, Asaltul umbrelor, în "Destin", Madrid, 1969, 19-20, p. 126-135).

## Activitatea politică
Pe plan politic, Nichifor Crainic s-a plasat la extrema dreaptă a spectrului politic și a fost adeptul tendințelor tradiționaliste religioase, susținând că România trebuie să rămână credincioasă moștenirii spirituale creștin-ortodoxe. A fost carlist, anti-carlist, colaborator cu Ion Antonescu și unul dintre principalii ideologi fasciști și antisemiți din România. A fost secretar general la Ministerul Cultelor în timpul guvernării legionare și ministru al propagandei în perioada dictaturii lui Ion Antonescu.

## Activitatea jurnalistică
A fost directorul ziarului naționalist „Calendarul” apărut la București în 25 ianuarie 1932 și suspendat la 24 martie 1932, din ordin guvernamental, apoi reapărut la 9 iunie al aceluiași an, până la 29 decembrie, când este din nou suspendat, ca urmare a unui virulent articol al lui Crainic, îndreptat contra lui Carol al II-lea, Elenei Lupescu și camarilei regale, articol intitulat „Țara regelui Wieder și a reginei Duduca”. După asasinarea primului-ministru I.G. Duca, Crainic este arestat, împreună cu conducerea legionară și cu alți opozanți ai regimului, fiind acuzat că ar fi fost instigatorul moral al asasinatului. La procesul ce a urmat, a fost achitat. A fost președintele Consiliului de Administrație al Societății Române de Radiodifuziune, implicit președintele Societății de Radio din data de 16 septembrie 1940 (conform revistei „Radio Universul nr. 310/21 septembrie 1940, pag. 3) până în februarie 1941.

## Procesul și pribegia
Evenimentul din 23 august 1944 l-a găsit în București, bolnav de pneumonie. Este dus pentru îngrijiri la Mănăstirea Cernica și apoi la clinica prof. Iuliu Hațieganu din Sibiu, de unde se externează la jumătatea lunii octombrie. Primarul comunei Gălănești îi falsifică un buletin de identitate pe numele de Ion Vladimir Spânu.
Crainic se ascunde prin diferite sate din Transilvania, în casele unor preoți care-i fuseseră elevi la Teologie.
Din primăvara anului 1945, Nichifor Crainic este depistat și trimis în judecată, fapt menționat de Scânteia într-un articol special din rubrica Activitatea Tribunalului special. Noi criminali de război, în cercetarea Tribunalului Poporului, destinată să semnaleze "elementele reacționare" care puteau pune în pericol procesul de sovietizare a țării: Nichifor Crainic și Stelian Popescu trimiși în fața Tribunalului Poporului: „Prin hotărârea Consiliului de Miniștri, pe baza actului de acuzare întocmit de acuzatorii publici, s-a decis sesizarea Tribunalului Poporului pentru judecarea în conformitate cu dispozițiunile Decretului Lege Nr. 312 din 1945 a următorilor: Dobre Ion zis Nichifor Crainic și Stelian Popescu, ambii ziariști" ("Scânteia", nr. 235, 27 mai 1945, p. 6).
În cadrul procesului „lotului ziariștilor fasciști” (alături de Radu Gyr, Pamfil Șeicaru și alții), Tribunalul Poporului l-a condamnat în contumacie, prin Sentința nr. 2/4 iunie 1945, la detenție grea pe viață și degradare civică pe timp de 10 ani, pentru crima de dezastrul țării, prin crime de război.

## Detenția și colaborarea cu Securitatea
Obosit, după trei ani de pribegie, și convins că, după încheierea păcii de la Paris, rejudecarea lui se va face mai puțin pătimaș, pe 24 mai 1947 l-a convins pe preotul Ion Sămărghițan, gazda sa, să-l anunțe pe jandarmul satului că se predă. Este adus în București, la Ministerul de Interne (mai-iulie), apoi este transferat succesiv la închisoarea Văcărești și Jilava.
După anularea sentinței din 1945, a urmat rejudecarea care s-a întrerupt brusc, fără niciun motiv juridic, după arestarea lui Lucrețiu Pătrășcanu și a avocatului Petre Pandrea. A fost transportat la Aiud, unde a fost ținut închis 15 ani, fără să existe o sentință judecătorească.
Prin Decretul 293/18 aprilie 1962 al Consiliului de Stat, Nichifor Crainic este grațiat la data de 24 aprilie 1962 și eliberat două zile mai târziu. După eliberarea din închisoare, între 1962 și 1968, Nichifor Crainic scrie la ziarul comunist de propagandă "Glasul Patriei", editat de Ministerul Afacerilor Interne, destinat intelectualilor români din străinătate, unde devine redactor, până la pensionare în 1968 Ana Selejan consideră că aceasta a fost o formă de mercenariat, în speranța reintrării în circuitul literar.
În timpul detenției, a devenit informator și colaborator al Securității „pentru gamela cu zeamă” (vezi: Oancea Zosim: Închisorile unui preot comunist, sau Mihadaș Teohar: Pe muntele Ebal).
Procesul „lotului ziariștilor fasciști”, care s-a judecat în anul 1945 de către Tribunalul Poporului, a fost redeschis la propunerea Procuraturii Generale, după mai bine de 50 de ani. În cadrul procesului, au fost implicați 14 scriitori și ziariști. Curtea Supremă, după mai multe dezbateri procedurale, a admis recursul în anulare și în data de 8 mai 1995 a luat decizia cu hotărâre de achitare și restituire a tuturor averilor celor implicați și condamnați de către comuniști. Din păcate, în acel moment nu a mai fost decât un singur supraviețuitor, scriitorul Pan V. Vizirescu.
Nichifor Crainic a murit la 20 august 1972.

## Opera

### Poezii
- Șesuri natale (versuri), Editura Ramuri, Craiova, 1916;
- Zâmbete în lacrimi (versuri), "Biblioteca Scriitorilor Romani", Nr. 22, Editura Alcalay, 1916;
- Darurile pământului (poezii), Editura Cartea Românească, Ediția I, București, 1920; Editura Cartea Românească, Ediția a III-a, 1929;
- Cântecele patriei, 1925, 1931;
- Țara de peste veac, Editura Cartea Românească, București, 1931;
- Șoim peste prăpastie, versuri 1962-1964, Editura Roza Vînturilor, București, 1990;
- Poezii alese 1914-1944, Editura Roza Vînturilor, București, 1990;
- Țara de peste veac, Poezii antume: 1916-1944 (1997).

### Eseuri
- A doua neatârnare, eseu, 1926;
- Povestiri despre bunul Dumnezeu, eseu, Bucuresti, 1927.
- Sensul tradițiunii, eseu, 1929;
- Sensul teologic al frumosului, eseu, 1932;
- Mărturisire de credință, eseu, Bucuresti, 1934.
- Rasă și religiune, eseu, 1935;
- Puncte cardinale în haos, eseu, Ediția I, Editura "Cugetarea", 1934 (1936???), Ediția a II-a, Editura Albatros, 1998;
- Ortodoxia, concepția noastră de viață;
- Programul statului nostru etnocratic, 1937;
- Ortodoxie și etnocrație, 1938, 1940, 1941, republicare în 1997;
- Nostalgia paradisului, eseu, Ediția I, 1939, 1940, 1994, Editura Moldova, 1996;
- Regele și cultura, eseu, 1940, editura Cugetarea
- Germania și Italia, 1943;
- Iisus, Editura "Fratia Ortodoxa", Wiesbaden, 1956 (Colecția lucrătorului creștin);
- Îndreptar Ortodox, Editura "Fratia Ortodoxa", Wiesbaden, 1957 (Colecția lucrătorului creștin);
- Puncte cardinale în haos (1996 și 1998)
- Dostoievski și creștinismul rus, 1998;
- Spiritualitatea poeziei românești (1998)

### Cursuri
- Cursul de teologie mistică, (litografiat), 1936, 1938???;
- Sfințenia - împlinirea umanului, Curs de teologie mistică, 1993, 1995
- Cursuri de mistică, Editura Deisis, 2010;
- Curs de istoria literaturii bisericești și religioase moderne;
- Curs de Apologetică;
- Curs de Istoria literaturii religioase moderne (litografiat)
- Curs de Mistică, Dogmatică și Apologetică (litografiat)

### Memorialistică
- Zile albe - Zile negre, Memorii, Vol. I, Casa editorială „Gândirea”, 1991;
- Memorii, Pribeag în țara mea; Mărturii din închisoare; Memoriu: răspuns la actul meu de acuzare, vol. II, 1996;

### Publicistică
- Icoanele vremii (articole de atitudine), Editor H. Steinberg, București, 1919;
- Priveliști fugare: note din Transilvania, Editor H. Steinberg, București, 1921;
- Teologie și filosofie, Publicistica 1922-1944, Editura AIUS, Craiova, 2010

### Publicații la care a colaborat
- Spre lumină, revistă școlară din Iași;
- Ramuri din Craiova, nr. VII (1912), VIII (1913), IX (1914);
- Păstorul ortodox din Pitești;
- Junimea din Râmnicu Vâlcea în perioada 1909-1910 sub pseudonimele C., N.C., N.Cr., D. Crainic;[34]
- Cultura românilor din Craiova folosind numele real;
- Luceafărul din Sibiu, nr. XIII (1914), XIV (1919); Colaborează în perioada 1919-1920.
- Viața Românească din București ??? Iași;
- Sămănătorul din București;
- Neamul românesc din București; debutează ca redactor. Colaborează în perioada 1916-1918.
- Lumina literară din București în 1913 folosind numele real;
- Revista ortodoxă din București, 1913, 1914;
- Lumina Nouă din București, 1913;
- Căminul nostru din București;
- Viața literară din Craiova (1926);
- Curentul din București; Colaborează în perioada 1928-1929.
- Cosânzeana din Orăștie (1913 - 1926);
- Revista politică și literară din Blaj;
- Klingsor din Brașov, probe în 1929 și 1935
- Gândirea din Cluj, nr. I (1921-1922) și pe toată perioada după mutarea acesteia la București (1923-1944) când preia conducerea de la Cezar Petrescu;
- Calendarul înființat de el la 24 ianuarie 1932; Director al revistei. Colaborează în perioada 1932-1933.
- Sfarmă-Piatră - în perioada 1936-1938;
- Porunca vremii - 1938 (două luni);
- Buna Vestire;
- Cartea vremii;
- Drumul drept, nr. X (1915);
- Flacăra de la Iași, nr. V (1915-1916), 1921-1922;
- Lamura; Colaborează în perioada 1919-1920.
- Dacia - în perioada 1918-1920.
- România Nouă, 1920;
- Transilvania, nr. 3 (iulie 1920), nr. 10 (octombrie 1920);
- Cuget Românesc, nr. I (1922);
- Ideea europeană;
- Spicul;
- Revista critică;
- Cuvântul (fondat împreună cu Cezar Petrescu, Pamfil Șeicaru, Victor Ion Popa). Colaborează în perioada 1924-1926.
- Rampa - în perioada 1926-1928; la un anumit moment dat a luat apărarea actriței evreice Leny Caler (1904-1992), jignită de o manifestație studențească.
- Revista Fundațiilor Regale, nr. 1 (ianuarie 1941);
- Telegraful român din Sibiu, în perioada 1944-1945, folosind pseudonimul Victor Mărginaș;
- Glasul patriei; Colaborează în perioada 1962-1968;

### Traduceri
- Verhaeven, Belgia insangerata, București, 1916.
- Rabindranath Tagore, Sadhana. Calea desăvârșirii, 1922;[35]
- Rainer Maria Rilke, Povestiri despre bunul Dumnezeu, Ediția I, Editura Fundației Culturale „Principele Carol”, București, 1922,[36] Editura Miron Neagu, Sighișoara, Editura Nemira, București, 2007, ISBN 978-973-569-970-3;

## Aprecieri în presa străină
- Charles Maurras, Action française

## Distincții
- Laureat al Premiului Național pentru poezie (1930)
- Doctor honoris causa al Universității din Viena (1940)